# کانوی، ولز
کانوی (به انگلیسی: Conwy) یک شهرک در ولز است که در شهرستان مستقل کانوی واقع شده‌است. کانوی ۱۴٬۷۲۳ نفر جمعیت دارد.